# Oisans
L'Oisans è una valle alpina francese, situata nei dipartimenti dell'Isère e delle Alte Alpi. Corrisponde al bacino del fiume Romanche e dei suoi affluenti  (l'Eau d'Olle, la Lignarre, la Sarenne, il Vénéon, il Ferrand).
Questa definizione geografica coincide quasi esattamente con una definizione amministrativa: l'Oisans corrisponde ai cantoni di Bourg-d'Oisans (nell'Isère) e di La Grave (Alte Alpi).

## Geografia
L'Oisans si incunea nelle Alpi del Delfinato e copre una parte dei massicci di Belledonne, di Taillefer, delle Grandes Rousses e delle Aiguilles d'Arves e des Écrins.
La vetta più alta della valle è il Pic Lory, anticima della Barre des Écrins, ma la montagna più emblematica resta la Meije, soprannominata la Regina dell'Oisans.
L'Oisans è un territorio importante per le sue numerose catene montuose, valli, fiumi e torrenti. È una regione particolarmente turistica sia per gli sport invernali che per quelli estivi.

## Località
Il comune Le Bourg-d'Oisans è l'equivalente della capitale di questo territorio, trovandosi alla confluenza di sei vallate. Altri comuni importanti sono: Livet-et-Gavet e Huez.